# Biệt đội cảm tử (phim)
Biệt đội cảm tử (tựa gốc tiếng Anh: Suicide Squad) là một bộ phim siêu anh hùng Mỹ dựa trên đội nhân vật siêu phản diện cùng tên của DC Comics do hãng Warner Bros. phát hành. Đây được xem là phần phim thứ ba trong Vũ trụ Mở rộng DC. Phim do David Ayer viết kịch bản và đạo diễn, có sự góp mặt của dàn diễn viên đình đám Will Smith, Jared Leto, Margot Robbie, Joel Kinnaman, Viola Davis, Jai Courtney, Jay Hernandez, Adewale Akinnuoye-Agbaje, Ike Barinholtz, Scott Eastwood và Cara Delevingne.

## Nội dung
Một năm sau cái chết của Superman, sĩ quan tình báo Amanda Waller xin phép các quan chức tại Washington, D.C. cho bà thành lập một Biệt đội cảm tử gồm những tên tội phạm nguy hiểm đang bị giam tại nhà tù Belle Reve. Biệt đội gồm có Deadshot, Harley Quinn, Captain Boomerang, Killer Croc, El Diablo, và Slipknot. Họ phải tuân theo lệnh của Đại tá Rick Flag, và phải thực hiện những nhiệm vụ nguy hiểm theo yêu cầu của chính phủ Mỹ. Bom nanite được cấy vào cổ từng thành viên, nó sẽ phát nổ nếu họ muốn nổi loạn hoặc bỏ trốn.
Tiến sĩ June Moone, người yêu của Flag, là một nhà khảo cổ học bị ám bởi một phù thủy ác quỷ được gọi là "Enchantress". Ả nhanh chóng trở mặt với Waller vì đã giam giữ mình, quyết định tiêu diệt loài người bằng một vũ khí thần bí. Ả phong tỏa thành phố Midway bằng cách biến người dân thành một đám quái vật và triệu tập tên anh trai Incubus để hỗ trợ mình. Waller triển khai biệt đội cảm tử để tấn công một mục tiêu cao cấp từ Midway, nơi được cho là đang bị khủng bố tấn công. Tham gia cùng họ là Katana, một nữ kiếm sĩ người Nhật Bản và cũng là vệ sĩ của Flag. Trong khi đó, Joker, người yêu của Harley và cũng là trùm tội phạm ở thành phố Gotham, biết được tình hình của Harley và tra tấn Hunter Griggs, người lính gác của Belle Reve, để anh ta dẫn hắn đến nơi sản xuất bom nanite. Tại đây, hắn đe dọa Tiến sĩ Van Criss để anh vô hiệu hóa quả bom trên người Harley.
Khi đến Midway, máy bay trực thăng của biệt đội cảm tử bị bắn rơi, buộc họ phải đi bộ đến chỗ mục tiêu. Boomerang thuyết phục Slipknot rằng những quả bom không có thật, Slipknot cố gắng bỏ chạy thì bị giết khi Flag kích hoạt quả bom trên người anh ta. Cả biệt đội bị phục kích bởi đám quái vật của Enchantress. Họ chiến đấu đến một nhà an toàn, biết được rằng mục tiêu của họ là giải cứu Waller. Biệt đội đưa Waller lên sân thượng, nhưng chiếc trực thăng quân đội đã bị cướp bởi băng đảng của Joker, chúng đến đây để giải cứu Harley và nã đạn về phía biệt đội. Quả bom của Harley được vô hiệu hóa khiến Flag không thể giết cô, nhờ vậy cô leo lên trực thăng thành công. Lính của Waller bắn hạ chiếc trực thăng, Harley vẫn an toàn do rơi xuống một sân thượng trong khi Joker được cho là đã chết trong vụ nổ trực thăng. Waller sau đó bị đám quái vật của Enchantress bắt cóc. Harley tái hợp với biệt đội. Deadshot tìm thấy hồ sơ mật của Waller, từ đó biết được sự thật về Enchantress, Flag bị bắt buộc xác nhận điều này.
Flag muốn trả tự do cho biệt đội cảm tử, nhưng họ nhận ra họ đang có cơ hội chứng minh họ chưa hẳn là người xấu và tiếp tục đi theo Flag đến ga tàu điện ngầm để ngăn chặn Enchantress. Killer Croc và nhóm lính Navy SEAL lặn xuống vùng ngập nước để đặt quả bom dưới chỗ Incubus đang đứng. El Diablo vật lộn với Incubus để câu giờ cho quả bom phát nổ, giết chết cả anh ta và tên ác quỷ. Cả biệt đội chiến đấu với Enchantress nhưng đều bị đánh bại. Harley giả vờ quy phục Enchantress để đến gần ả và tấn công ả. Killer Croc ném thuốc nổ vào vũ khí của Enchantress và Deadshot bắn chúng, tạo ra vụ nổ phá hủy cơn lốc xoáy. Flag nghiền nát trái tim của Enchantress, giải thoát June khỏi lời nguyền. Waller xuất hiện và đồng ý giảm án tù cho biệt đội cảm tử, nhưng ngoại trừ Boomerang vì anh đã chọc giận bà. Sau này Joker, người vẫn còn sống sau vụ nổ trực thăng, tấn công vào nhà tù để giải cứu Harley.
Trong phần cảnh hậu danh đề, Waller đến gặp Bruce Wayne để nhờ anh bảo vệ bà khỏi những rắc rối, đổi lại bà sẽ đưa cho anh số hồ sơ về những người có khả năng phi thường, trong đó có Barry Allen và Arthur Curry.

## Diễn viên
- Will Smith vai Floyd Lawton / Deadshot
- Margot Robbie vai Tiến sĩ Harleen Quinzel / Harley Quinn
- Jared Leto vai Joker
- Joel Kinnaman vai Đại tá Rick Flag
- Viola Davis vai Amanda Waller
- Cara Delevingne vai Tiến sĩ June Moone / Enchantress
- Jai Courtney vai George "Digger" Harkness / Captain Boomerang
- Adewale Akinnuoye-Agbaje vai Waylon Jones / Killer Croc
- Jay Hernandez vai Chato Santana / El Diablo
- Adam Beach vai Christopher Weiss / Slipknot
- Karen Fukuhara vai Tatsu Yamashiro / Katana
- Jim Parrack vai Jonny Frost
- Ike Barinholtz vai Đại úy Hunter Griggs
- Matt Baram vai Tiến sĩ Van Criss
- Shailyn Pierre-Dixon vai Zoe Lawton
- David Ayer vai Người lính gác (khách mời)
- Ben Affleck vai Bruce Wayne / Batman (khách mời)
- Ezra Miller vai Barry Allen / Flash (khách mời)